# Parafia św. Katarzyny w Nowej Białej
Parafia Świętej Katarzyny w Nowej Białej – parafia rzymskokatolicka należąca do dekanatu Niedzica archidiecezji krakowskiej.

## Historia
Powstanie parafii katolickiej w Nowej Białej określa się na rok 1278. Miejscowość i parafia leżą na obszarze Zamagurza Spiskiego, który był przedmiotem sporu pomiędzy biskupstwem krakowskim i ostrzyhomskim (węgierskim) w XIII i XIV wieku. Ostatecznie sporny obszar podporządkowany został archidiecezji ostrzyhomskiej, a od 1776 wydzielonej z niej diecezji spiskiej.
Ciągłość trwania parafii katolickiej została przerwana w okresie, gdy Horvathowie z Palocsy przeszli na luteranizm. W 1725 r. rozpoczęto budowę kościoła murowanego (w miejscu drewnianego, datowanego na 1632 r.) pw. św. Katarzyny Aleksandryjskiej, który konsekrowano w 1748 r.
W 1920 do Polski przyłączono część Spisza (tworząc Polski Spisz) z 9 parafiami, które na mocy bulli papieża Piusa XI Vixdum Poloniae unitas podporządkowano archidiecezji krakowskiej.
w 2019 roku rozpoczęto remont elewacji kościoła. W pierwszej fazie prac przeprowadzono remont wieży kościelnej oraz zakrystii. W 2020 roku przystąpiono do prac remontowych elewacji po stronie południowej. 

## Obiekty sakralne
Na terenie parafii oprócz kościoła parafialnego pod wezwaniem św. Katarzyny Aleksandryjskiej znajdującego się w centralnym placu miejscowości Nowa Biała, znajduje się również kaplica pod wezwaniem św. Marii Magdaleny. 

### Kapliczki przydrożne
Przy drogach wyjazdowych z terenu miejscowości Nowa Biała znajdują się kapliczki przydrożne. Ich umiejscowienie związane było z chęcią oddalenia złych mocy od miejscowości. 
- kapliczka św. Jana Pawła II,
- kapliczka Matki Boskiej Niepokalanego Poczęcia,
- kapliczka św. Józefa z Dzieciątkiem
- w budowie

## Duszpasterze

### Proboszczowie parafii
- od 2021 - ks. mgr Artur Gadocha[6]
- 2020 - 2021 - ks. mgr Zbigniew Kosowski[7]
- 2007 - 2020 - ks. kan. mgr Tadeusz Korczak[8]
- 2005 - 2007 - ks. Zbigniew Biskup
- - 2005 - ks. Kazimierz Koniorczyk